# アジアの旗一覧
アジアの旗一覧（アジアのはたいちらん）は、アジアの国家、国際機関の旗の一覧である。

アジアの国旗（台湾と香港とマカオを除く）

## 国際機関

独立国家共同体の旗
石油輸出国機構の旗
湾岸協力会議の旗

## 中央アジア

カザフスタンの国旗
キルギスの国旗
タジキスタンの国旗
トルクメニスタンの国旗
ウズベキスタンの国旗

## 東アジア
台湾以外、国際連合サイト記載順

中国の国旗
香港の旗
マカオの旗
北朝鮮の国旗
日本の国旗
モンゴルの国旗
韓国の国旗
台湾の国旗

## 東南アジア

ブルネイの国旗
カンボジアの国旗
クリスマス島の旗
ココス諸島の旗
東ティモールの国旗
インドネシアの国旗
ラオスの国旗
マレーシアの国旗
ミャンマーの国旗
フィリピンの国旗
シンガポールの国旗
タイの国旗
ベトナムの国旗

## 南アジア

アフガニスタンの国旗
バングラデシュの国旗
ブータンの国旗
インドの国旗
イランの国旗
モルディブの国旗
ネパールの国旗
パキスタンの国旗
スリランカの国旗

## 西アジア

バーレーンの国旗
イラクの国旗
イスラエルの国旗
ヨルダンの国旗
クウェートの国旗
レバノンの国旗
オマーンの国旗
パレスチナの国旗
カタールの国旗
サウジアラビアの国旗
シリアの国旗
アラブ首長国連邦の国旗
イエメンの国旗

## 西アジア・中央アジア（ヨーロッパにも分類される）

アルメニアの国旗
アゼルバイジャンの国旗
キプロスの国旗
ジョージアの国旗
ロシアの国旗
トルコの国旗
カザフスタンの国旗
南オセチアの国旗
アブハジアの国旗
北キプロスの国旗